# Sport Juan Bielovucic
L'Sport Juan Bielovucic fou un club de futbol peruà de la ciutat de Lima.
El nom del club és en honor de l'aviador peruà Juan Bielovucic. Va jugar a la primera divisió peruana entre 1912 i 1921. Es proclamà campió nacional l'any 1917.

## Palmarès
- Lliga peruana de futbol: 
  - 1917